# ミスラヴ・カログラン
ミスラヴ・カログラン（クロアチア語: Mislav Karoglan、1982年4月14日 - ）は、クロアチア生まれのボスニア・ヘルツェゴビナの元サッカー選手、サッカー指導者。現役時代のポジションはMF。

## クラブ歴
2001年にHŠKポスシェで選手となった後、2003年にプルヴァHNLのNKカメン・イングラドに移籍した。2004年にプレミイェル・リーガのHŠKズリニスキ・モスタルに移籍し、翌年ハポエル・ナザレ・イリットFCに移籍したものの、1年でNKシロキ・ブリイェグに復帰、再びプレミイェル・リーガでプレイする事となった。その後は、ツォルゴン・リーガのMŠKジリナに所属した。
2009年8月20日にはHNKリエカと2年契約を結んだが、レンタル移籍の日々が続いた。2011年にはシンガポール・アームド・フォーシズFCにレンタル移籍し、その後完全移籍、同年のSリーグ得点王に輝いた。
2014年にレンタル移籍以来のNKイモツキに復帰し、NKカメン・イヴァンベゴヴィナに移籍した。

## 代表歴
ボスニア・ヘルツェゴビナU-21代表としての出場経験がある。

## タイトル
- Sリーグ得点王: 2011
- Sリーグ年間最優秀選手: 2011